# يو إف سي 12
يو إف سي 12: يوم الحساب (بالإنجليزية: UFC 12: Judgement Day)‏ هو حدث لفنون القتال المختلطة نظمته يو إف سي، أُقيم في 7 فبراير 1997، على مركز دوثان المدني في دوثان، ألاباما، الولايات المتحدة.